# Giải cho Tự do và Tương lai của Truyền thông
Kể từ năm 2001, Quỹ Truyền thông của Sparkasse Leipzig đã trao Giải thưởng cho Tự do và Tương lai của Truyền thông cho các nhà báo, nhà xuất bản và các tổ chức truyền thông. Kể từ năm 2004, những giải thưởng đã được trao tổng cộng mỗi năm 30.000 euro.
Giải thưởng không áp dụng cho một ấn phẩm báo chí cá nhân. Giải thưởng được trao cho các nhà báo, nhà xuất bản, nhà xuất bản và các tổ chức hoạt động hiến thân để bảo đảm và phát triển quyền tự do báo chí.

## Ý tưởng
Cuộc Cách mạng yên bình ở CHDC Đức cũ bắt đầu ở Leipzig vào năm 1989. Mọi người tụ tập, cầu nguyện ở Nikolaikirche và sau đó biểu tình với hàng chục nghìn người trên đường phố. Những công dân dũng cảm của thành phố này đã bất chấp quyền lực của nhà nước và đòi hỏi trong số đó quyền tự do ngôn luận và tự do báo chí. “Giải thưởng choì Tự do và Tương lai của Truyền thông” cũng thể hiện truyền thống của Cuộc cách mạng yên bình đó.
Giải thưởng Truyền thông Leipzig rõ ràng không troa cho những khả năng độc đáo về báo chí hoặc một đóng góp xuất sắc duy nhất. Thay vào đó, nó vinh danh các nhà báo, nhà xuất bản, nhà xuất bản và các tổ chức trên khắp thế giới, những người làm việc để bảo đảm và phát triển quyền tự do báo chí với tinh thần sẵn sàng chấp nhận rủi ro, với cam kết cá nhân ở mức độ cao, với sự kiên trì, sự cam đảm và niềm tin dân chủ. Danh sách những người đạt được giải thưởng từ những năm trước làm cho đòi hỏi này trở nên rõ ràng.
Ở nhiều quốc gia trên thế giới, các công cụ quyền lực của những người nắm quyền bao gồm luật truyền thông không công bằng, áp lực đối với các nhà báo và nhà xuất bản, giám sát các đài phát thanh và truyền hình,cũng như sự kiểm duyệt của nhà nước. Ngoài ra, các quy trình tập trung kinh tế và tự kiểm duyệt làm mất đi sự đa dạng trong quan điểm và cản trở hoạt động đưa tin độc lập. 
Những người đoạt giải trước giờ đã chống lại những mối đe dọa này. Mục đích của Leipzig Media Foundation là khuyến khích họ và những người khác.

## Người nhận giải

### 2001
- David Protess, Đại học Northwestern University Illinois
- Renate Flottau, Báo Der Spiegel
- Thomas Mayer, Báo Leipziger Volkszeitung

### 2002
- Grigorij Pasko, Ký giả quân sự Nga
- Jolana Voldánová, Truyền hình Cộng hòa Séc
- Simone Wendler, báo Lausitzer Rundschau

### 2003
- Gideon Levy, Ký giả Israel, và Daoud Kuttab, ký giả palestine
- Wladimir Mostowoj từ Ukraine
- Hội Netzwerk Recherche

### 2004
- James Nachtwey, Nhiếp ảnh gia chiến tranh Mỹ
- La Voz de Galicia, Nhật báo Tây Ban Nha
- Tổ chức Journalisten helfen Journalisten

### 2005
- Seymour Hersh , Tạp chí The New Yorker
- Hans-Martin Tillack, Phóng viên
- Britta Petersen, Người thành lập Initiative Freie Presse (IFP) e.V.
- Anna Politkowskaja, Ký giả Nga

### 2006
- Alina Anghel, Ký giả moldau
- Fabrizio Gatti, Phóng viên ngụy trang Ý
- Volker Lilienthal, Nhà truyền thông Đức

### 2007
- Akbar Gandschi, Nhà báo, nhà văn và là người Iran chỉ trích chính quyền.
- Vasil Ivanov, Ký giả điều tra bulgaria
- Wolfram Weimer, Chủ bút tạp chí Cicero

### 2008
- Susanne Fischer, Nữ ký giả Đức ở Irak
- Alan Johnston, Ký giả Anh ở dãy Gaza
- Win Tin, Ký giả và nhà văn Myanmar

### 2009
- Ahmet Altan, Ký giả Thổ và chủ bút báo Taraf
- Dušan Miljuš
- Roberto Saviano

### 2010
- Kurt Westergaard, Nhà biếm họa Đan Mạch[2]
- Asen Yordanov, Phóng viên bulgaria
- Sayed Yaqub Ibrahimi, Ký giả afghan

### 2011
- Fahem Boukaddous, Ký giả tunesia[3]
- Oleg Kaschin, Ký giả nga
- Stefan Buchen, Phóng viên truyền hình Đức

### 2012
- Bettina Rühl, Nữ ký giả Đức
- Ana Lilia Pérez, Nữ ký giả Mexiko
- Balázs Nagy Navarro và Aranka Szávuly, Ký giả truyền hình Hungary

### 2013
- Jörg Armbruster và Martin Durm, Ký giả Đức
- Tongam Rina, Nữ ký giả Ấn Độ
- Brigitte Alfter
- Ides Debruyne
- Glenn Greenwald
- The Guardian, Nhật báo Anh

### 2014
- Farida Nekzad, Nữ ký giả Afghanistan
- Roland Jahn, Christoph Wonneberger, Aram Radomski và Siegbert Schefke

### 2015
- Jafar Panahi, Nhà làm phim Iran
- Nedim Şener, Ký giả Thổ

### 2016
- Can Dündar và Erdem Gül, Ký giả Thổ

### 2017
- Aslı Erdoğan, Nữ ký giả và nhà văn Thổ
- Deniz Yücel, Ký giả Đức-Thổ[4]

### 2018
- Tomasz Piątek, Ký giả và nhà văn Ba Lan [5]

### 2019
- Armin Wolf
- Arndt Ginzel und Gerald Gerber[6]

### 2020
- Benjamin Best[7]
- Khadija Ismayilova[8]

### 2021
- Kazjaryna Bachwalowa và Darja Tschulzowa, Nữ ký giả Belarus[9]

### 2022
- Roman Badanin, Ký giả Nga[10]